# بستان‌آباد (ثلاث باباجانی)
بستان‌آباد (ثلاث باباجانی)، روستایی از توابع بخش مرکزی شهرستان ثلاث باباجانی در استان کرمانشاه ایران است.

## جمعیت
این روستا در دهستان دشت حر قرار دارد و براساس سرشماری مرکز آمار ایران در سال ۱۳۹۷، جمعیت آن ۱۳۰ نفر (۳۱خانوار) بوده‌است.